# Karába János
Karába János (Budapest, 1942. április 19. –) labdarúgó.

## Pályafutása
14 évesen a Bp. Vörös Meteor csapatában kezdte a labdarúgást. Innen került egy rövid időre a Budai Spartacushoz, majd 1962-ben a Dorogi Bányász csapatához. Tagja volt a Dorogi Bányász 1962–1963-as idényben a negyedik helyen végzett csapatának, amely így a vidék legjobbja lett.
1965-ben igazolta le a Ferencváros. A zöld-fehérekkel az első sikere a Vásárvárosok Kupájának elhódítása volt, amely a mai napig a legnagyobb nemzetközi siker a magyar klubcsapatoknál. A torinói döntőn a kezdőcsapat tagja volt a Juventus ellen. Az FTC-vel kétszer lett bajnok, kétszer ezüstérmes a bajnokságban. 1966-ban az MNK döntős csapat tagja volt. 1968-ban ismét VVK döntőig jutott a csapattal, de ezúttal elveszítették a két mérkőzéses döntőt.
1969 és 1972 között a VM Egyetértés labdarúgójaként továbbra is az első osztályban folytatta pályafutását. 1973-ban a Lörinci Fonó csapatában fejezte be az aktív sportot.
1962 és 1964 között 8 alkalommal szerepelt az utánpótlás válogatottban, 1963-ban egyszeres B-válogatott.

### Legemlékezetesebb gólja
1966. június 16. Népstadion VVK megismételt elődöntő
| „ | "A gól előtt Varga Zoltán hozta fel a labdát, majd amikor már túl volt a felezővonalon, bepasszolta nekem a labdát, én pedig középre húztam vele, aztán, amikor harminc méterre voltam a kaputól, úgy döntöttem, ellövöm. Éreztem, ha kapura megy a labda, akkor gól lesz, és szerencsére így is történt. Fantasztikus érzés volt az angolok ellen játszani, plusz motivációt jelentett." | ” |
|   | |   |

"Karába János Manchester ellen szerzett góljának szenvedőalanya, az ír Peter Dunne visszavonulását követően egy lapban bővebben beszélt az emlékezetes gólról. A legendák szerint Karába mintegy 40 méteres szabadrúgása hullott az angolok kapujába. Nos, többen is elmondták, hogy az a gól nem pontrúgás, hanem valójában egy magas indítás után született. Dunne évekkel később egy olyan dologról beszélt, amit pályafutása alatt szinte mindenki előtt titkolt. Beismerte, hogy valójában farkasvakságban szenvedett, ami azon a találkozón komoly gondokat okozott neki. Karába magas labdáját szemmel követve ugyanis belenézett a fénybe, ami után percekig nem látott rendesen, sőt igazából azt sem észlelte egy pillanatig, hogy a lövés a hálójában kötött ki."

## Sikerei, díjai
- Magyar bajnokság
  - bajnok: 1967, 1968
  - 2.: 1965, 1966
- Magyar Népköztársasági Kupa
  - döntős: 1966
- Bajnokcsapatok Európa-kupája (BEK)
  - negyeddöntős: 1965–1966
- Vásárvárosok Kupája (VVK)
  - győztes: 1964–1965
  - döntős: 1967–1968